# 阿什頓 (愛荷華州)
阿什頓（英語：Ashton）是美国艾奥瓦州奧西歐拉縣下轄的一个城市。2010年人口统计为458人。